# Brucellaceae
Brucellaceae es una familia de bacterias gram-negativas del orden de las Rhizobiales. Son de pequeño tamaño y su forma va desde cocoides a esferas. Son parásitos obligados o facultativos, fundamentalmente de vertebrados de sangre caliente e incluyen a serios patógenos como Brucella 

, intracelulares de mamíferos. 
El género Brucella incluye diversas especies bacterianas que ocasionan en el hombre y en los animales el conjunto de enfermedades conocidas como brucelosis. 
Originalmente fueron descritos por David Bruce, en 1887, en el bazo y el hígado de soldados ingleses fallecidos en la isla de Malta con una enfermedad llamada fiebre ondulante o fiebre de Malta. La fuente de los microorganismos fue establecida en 1904, cuando se aisló a partir de la leche y la orina de cabras enfermas. El segundo aislamiento fue realizado en Dinamarca, por Bang, en 1887, a partir de ganado con infección abortiva (enfermedad de Bang). El tercer aislamiento se realizó en Estados Unidos, en 1914, a partir de fetos de cerdos de partos prematuros. 
Aunque se han descrito seis especies (B. abortus, B. melitensis, B. suis, B. canis, B. ovis y B. neotomae), recientes estudios de hibridación del ADN  indican que todas son biovariantes de la misma especie B. melitensis.
El hábitat más común para estos organismos es el ganado bovino (B. abortus), ovejas y cabras (B. melitensis, solo ovejas B. ovis), ganado porcino (B. suis), perros (B. canis) y las ratas del desierto (B. neotomae). Aunque existe un reservorio animal para cada especie, pueden ocurrir superposiciones, por ejemplo, se han aislado B. abortus, B. melitensis y B. suis de ganado bovino. Los microorganismos pueden existir en estos animales sin enfermedad aparente, aunque algunas especies ocasionen grandes pérdidas económicas. 
El hombre adquiere la infección a través de la ingestión de leche no pasteurizada o sus derivados, o mediante la manipulación de tejidos de animales infectados. Brucella es un parásito obligado de los animales y el hombre, y su localización intracelular es característica. Son bacterias relativamente inactivas desde el punto de vista metabólico. En el hombre, la brucelosis se caracteriza por su fase bacteriémica aguda, seguida por una etapa crónica que puede extenderse durante varios años y afectar a muchos tejidos.
- Datos: Q3290077
- Multimedia: Brucellaceae / Q3290077
- Especies: Brucellaceae